# Lasianthus curtisii
Lasianthus curtisii är en måreväxtart som beskrevs av George King och James Sykes Gamble. Lasianthus curtisii ingår i släktet Lasianthus och familjen måreväxter. Inga underarter finns listade i Catalogue of Life.